# Протесты в Монголии (2022)
Проте́сты в Монго́лии начались 3 декабря 2022 года из-за коррупционного скандала. Участники акции, собравшиеся в центре Улан-Батора, потребовали наказать людей, укравших отправленный на экспорт в Китай уголь на 12 миллиардов долларов, и пошли на штурм Дворца Правительства. Силовикам удалось отбить первый натиск, но демонстранты отказались расходиться. Позже протестующие были разогнаны. Монгольские власти встретились с протестующими и пообещали расследовать дела. Парламент объявил о создании следственной комиссии, и несколько служащих, подозреваемых в краже угля, были арестованы. Власти Монголии также объявили о планах реформирования горнодобывающей компании «Эрдэнэс Тавантолгой» для борьбы с коррупцией.

## Предыстория
Местные СМИ сообщили, что причиной гражданского недовольства стала причастность многих политиков к хищению экспортного угля. По неофициальным данным, из Монголии похищено около 6,5 миллионов тонн угля. Также отмечается, что в Китае казнили причастных к краже угля из Монголии и прислали список с именами монгольских чиновников, причастных к этому делу. Протестующие потребовали назвать их имена. Министр юстиции и внутренних дел Монголии Хишгэгийн Нямбаатар сообщил, что правительство по дипломатическим каналам обратилось к пекинским властям с просьбой о сотрудничестве с китайской прокуратурой, расследующей дело о краже угля.
Монголия экспортирует в Китай до 86 % своих товаров, причём более половины этого объёма приходится на уголь. Стоимость экспорта угля из Монголии подскочила до 4,5 миллиардов долларов за первые 9 месяцев 2022 года.
Основным источником предполагаемых правонарушений являются значительные расхождения в ценах на коксующийся уголь, продаваемый в Монголии (70 долларов за тонну), Китае (140 долларов за тонну) и на международном рынке (300 долларов за тонну).

## Протесты

### 4 декабря
Протестующие собрались у правительственного дворца Улан-Батора 4 декабря и потребовали назвать имена чиновников, которые, как утверждается, присвоили 44 триллиона монгольских тугриков, государственных доходов от экспорта угля за последние два года. Несколько протестующих держали национальные флаги и плакаты «Хватит грабить народ», «Хватит есть, думая о моём будущем». Несколько сотен демонстрантов решили продолжить акцию протеста в понедельник, заявив, что «пойдут до конца».
В третьем по величине монгольском городе Дархане тоже потребовали назвать имена похитителей угля и конфисковать их имущество. В воскресенье протестующие прошли маршем по городу, скандируя лозунги, в том числе «Объединимся против воров». Демонстранты считают, что права и свободы граждан, закреплённые в Конституции, всё больше ограничиваются, а их жизнь ухудшается с каждым днём.

### 5 декабря
5 декабря протестующие попытались ворваться во Дворец правительства в Улан-Баторе. На площади Сухэ-Батора были сожжены рождественские ёлки, а протестующие ненадолго перекрыли главный бульвар столицы, проспект Мира. Протестующие также двинулись в сторону резиденции премьер-министра, но дорогу к ней перекрыла полиция.
Власти Монголии заявили, что создали рабочую группу для диалога с протестующими. Сообщалось, что правительство Монголии трижды обсудило ситуацию и ввело «особый режим» в отношении государственной угольной компании «Эрдэнэс Тавантолгой». Министр экономического развития назвал пятерых бывших директоров компании подозреваемыми в краже угля.

### 6 декабря
В Улан-Баторе возобновилась протестная акция, прерванная 5 декабря из-за разгона сотрудниками полиции. По оценкам местных СМИ в центре города собралось приблизительно 200 манифестантов.

### 7—8 декабря
Премьер-министр Монголии Лувсаннамсрайн Оюун-Эрдэнэ встречается с протестующими, чтобы попытаться успокоить общественный гнев по поводу коррупции. Он пообещал решить проблему воровства угля «раз и навсегда».
Спикер парламента Монголии Гомбожавын Занданшатар объявил о создании рабочей группы для расследования коррупции в угольной промышленности. Постоянная комиссия парламента по экономике одобрила предложение рабочей группы о проведении общественных слушаний, которые было решено провести 21 декабря, и в течение 14-дневного подготовительного периода перед рабочей группой была поставлена задача организовать сбор мнений граждан, привлечение свидетелей и соответствующие должностные лица. Соответствующему персоналу было предложено давать показания и предоставлять доказательства правоохранительным органам, иначе они рискуют быть привлеченными к уголовной ответственности за сокрытие преступления.
8 декабря министр внутренних дел Хишгэгийн Нямбаатар объявил об аресте нескольких подозреваемых в краже угля, в том числе Баттулгына Ганхуяга, бывшего исполнительного директора Эрдэнэс Таван Толгой, его жены, сестры и зятя.

### 13 декабря
Сообщается, что несколько сотен протестующих по-прежнему собираются на центральной площади города, чтобы настаивать на реформах и действиях правительства.
Министр юстиции и внутренних дел Монголии объявил о плане обнародования информации об Эрдэнэс Таван Толгой, чтобы помочь вытеснить взяточничество, заявив, что «ожидается, что это положит конец проблемам прозрачности в горнодобывающем секторе и коррупции государственных чиновников». Он добавил, что все контракты, подписанные ЭТТ, теперь обнародованы, также были раскрыты сведения о владельцах 25 000 грузовиков, задействованных в перевозке угля ЭТТ. Власти Монголии также планировали назначить ведущего международного аудитора для проверки финансов ЭТТ.

## Международная реакция
5 декабря Посольство США в Монголии отреагировало на протесты, призвав граждан США избегать демонстраций и мест массового скопления людей.
6 декабря представительница министерства иностранных дел Китая Мао Нин ответила по поводу этого инцидента: «Как дружественный сосед, Китай верит, что правительство Монголии должным образом расследует инцидент и урегулирует его. Если Монголия обратится с такой просьбой, компетентные органы Китая окажут необходимую помощь в соответствии с соответствующими законами и уставами».

## Пострадавшие
Местные СМИ пишут, что в результате давки во время штурма пострадали четверо силовиков Дворца правительства, а также двое протестующих. Власти объявили о силовом разгоне демонстрации, если протестующие не разойдутся до 22:00 по местному времени.